# John Pilkington
Sir John Pilkington of Pilkington († 1478) war ein englischer Ritter.

## Leben
Sir John Pilkington war ein Sohn von Robert Pilkington.
Er war ein treuer Anhänger des Hauses York und kämpfte während der Rosenkriege für Eduard IV. bei den Schlachten von Mortimer’s Cross und Towton 1461.
Sir John erhielt als Dank für seine Treue 1461 nach der Krönung Edward IV. die Ämter als Esquire of the Kings Body, Chief Forester of Sowerby Chase, Keeper of Erringdon Park, Constable of Chester Castle und wurde vom König mit etlichen Gütern und Besitzungen in Lincolnshire und Yorkshire ausgestattet, unter anderem in Aylesthorpe, Edenham, Grimsthorpe Castle, Maltby, Thornton in Crawen und Turnham Hall. Im darauffolgenden Jahr erhielt er den Titel Steward and Bailiff of the Lordship and Liberty of Howden. Das Amt des Sheriff of Lancashire bekleidete John Pilkington in den Jahren 1464/65.
Sir John kämpfte für seinen König 1471 bei Schlachten von Barnet und Tewkesbury und erhielt am 4. Mai 1471 den Ritterschlag.
Zwei Jahre darauf wurde Sir John zum Knight of the Kings Body, Constable of Berkhamsted Castle und Parker of Berkhamsted ernannt. Er begleitete den König 1475 auf dessen Frankreichfeldzug und erhielt die Titel und Ämter als Escheator of Lancashire, Seneschal of the Barony of Sherburn und 1477 Chamberlain of the Exchequer.
Sir John ließ 1475 eine Kapelle in der All Saints Church in Wakefield bauen.
Er wurde als Justice of Peace in Northamptonshire and West Riding of Yorkshire des Öfteren mit Ordnungsaufgaben betraut und vertrat die Grafschaft Yorkshire im Parlament.
Sir John starb am 29. Dezember 1478.

## Ehe und Nachkommen
Sir John Pilkington war zweimal verheiratet, in erster Ehe mit Elizabeth, Tochter des Sir John le Scrope, nach deren Tod in zweiter Ehe mit Joan (Jane), Tochter des William Balderston.
Seine erste Ehe blieb kinderlos, aus zweiter Ehe hinterließ er einen Sohn namens Edward.
Sir John hatte zudem einen illegitimen Sohn namens Robert.